# Hotel City w Bydgoszczy
City Hotel – czterogwiazdkowy hotel zlokalizowany w centrum Bydgoszczy.

## Charakterystyka
Hotel powstał w 1992 r. przy udziale austriackiej spółki Vienna International W 1996 obiekt zmienił właściciela na Hotel City Sp. z o.o.
W swojej pierwotnej postaci City Hotel posiadał 130 pokoi, w tym dwa apartamenty, jedną salę konferencyjną, kawiarnię, restaurację, dwa bary oraz pub.  W latach 2005–2007 hotel został rozbudowany o dodatkowe pokoje oraz centrum konferencyjne dla 500 osób.
1 września 2009 hotel posiadał 166 pokoi i dwa apartamenty; 6 sal konferencyjno-bankietowych, restaurację, bar, kasyno, salon gier, salon fryzjerski, pralnię oraz parking dozorowany.
Hotel był kilkakrotnie nagradzany w regionalnym finale Konkursu dla Pracodawców Wrażliwych Społecznie – "Lodołamacze".

## Galeria

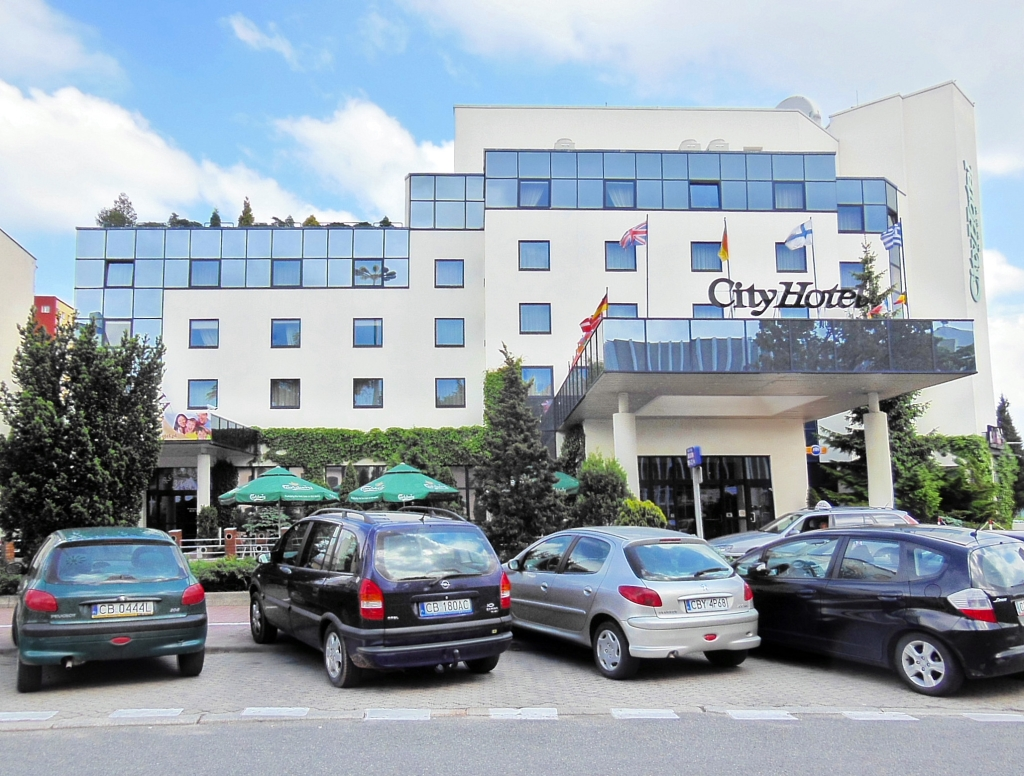
Od ul. 3 Maja
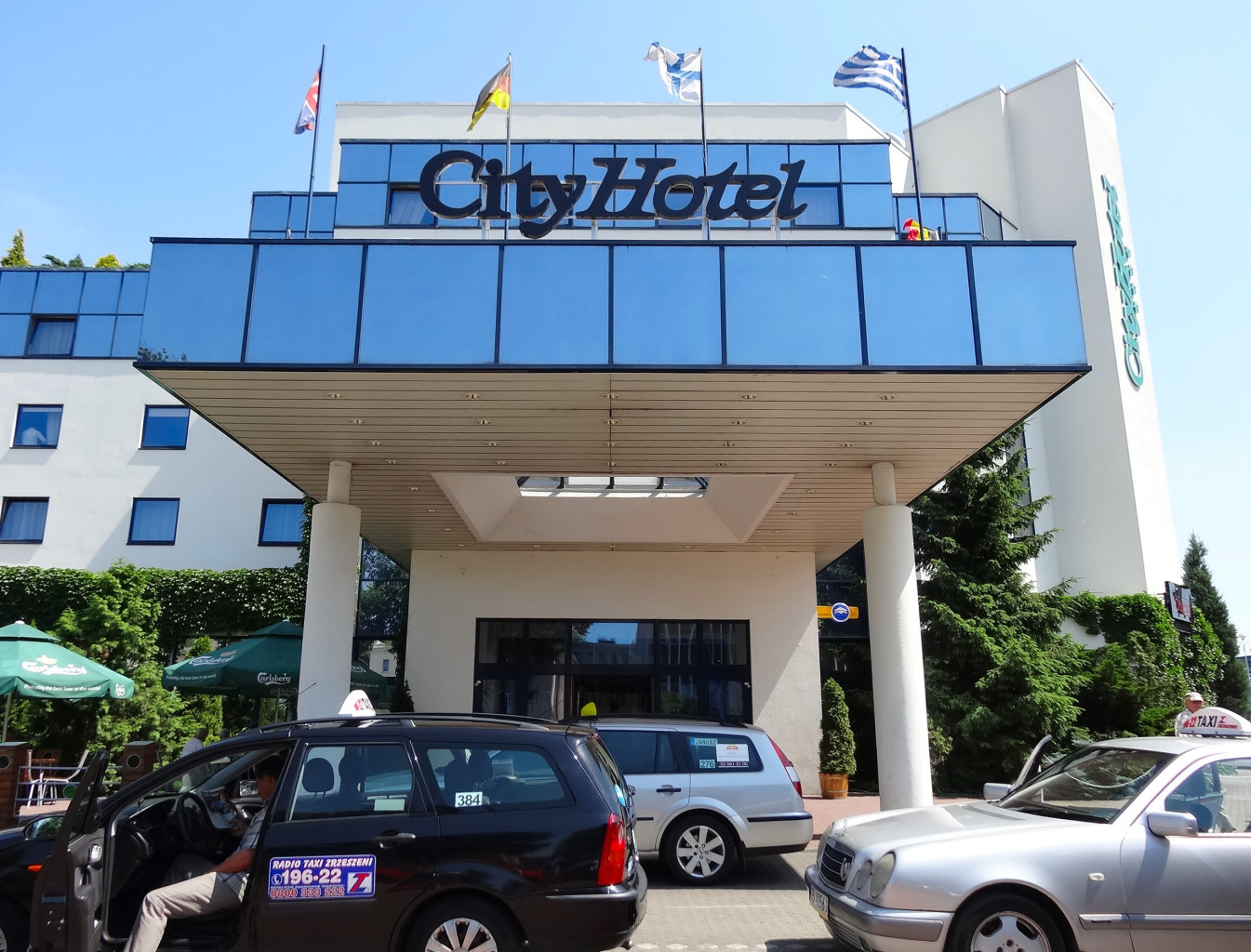
Wejście
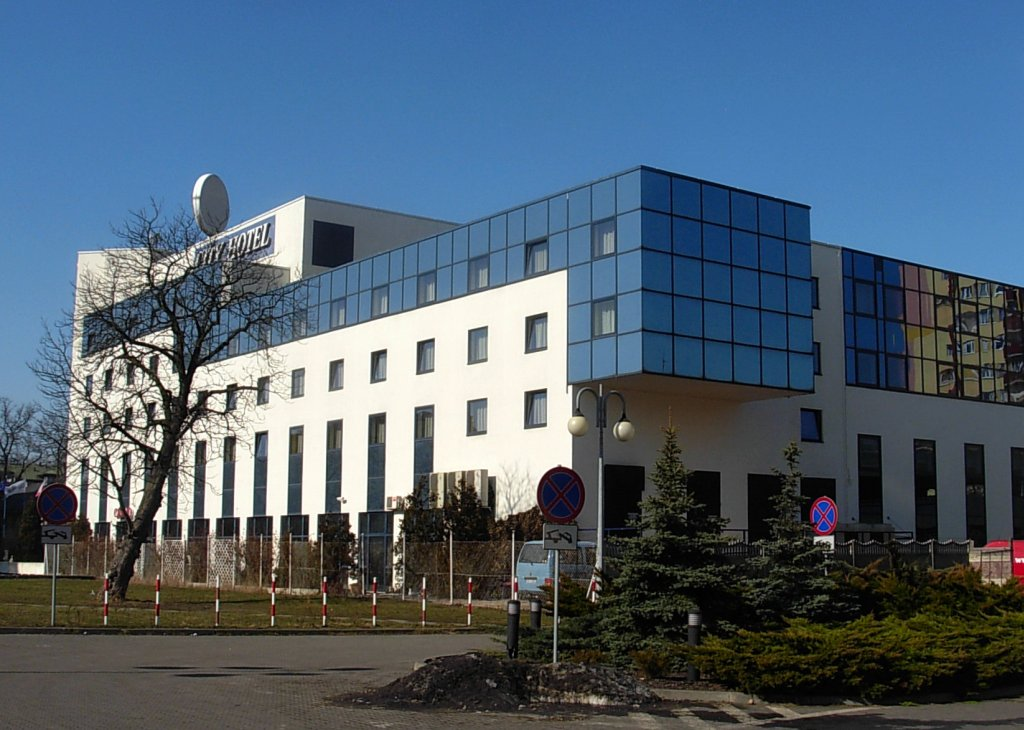
Od zaplecza
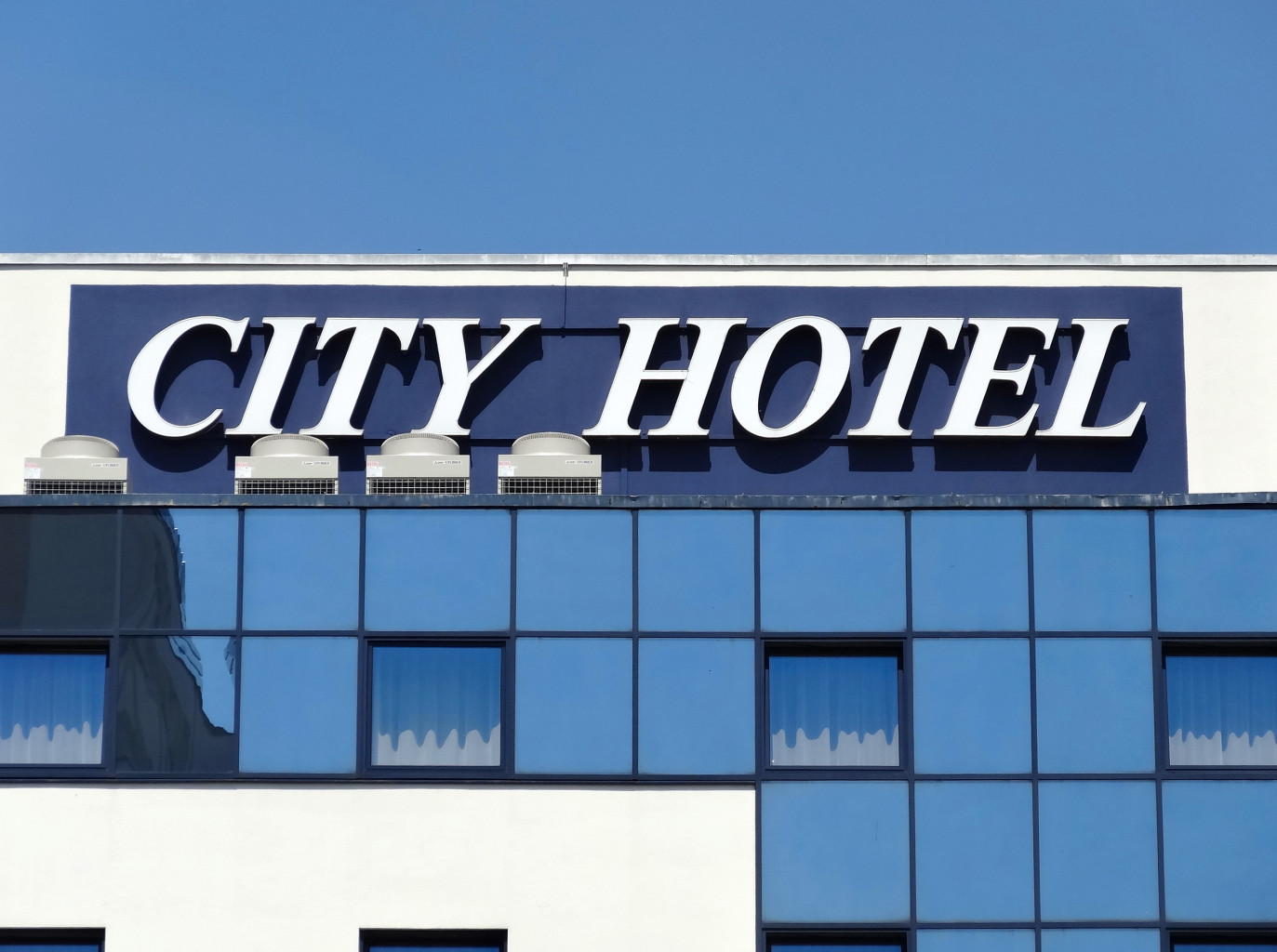
Logo
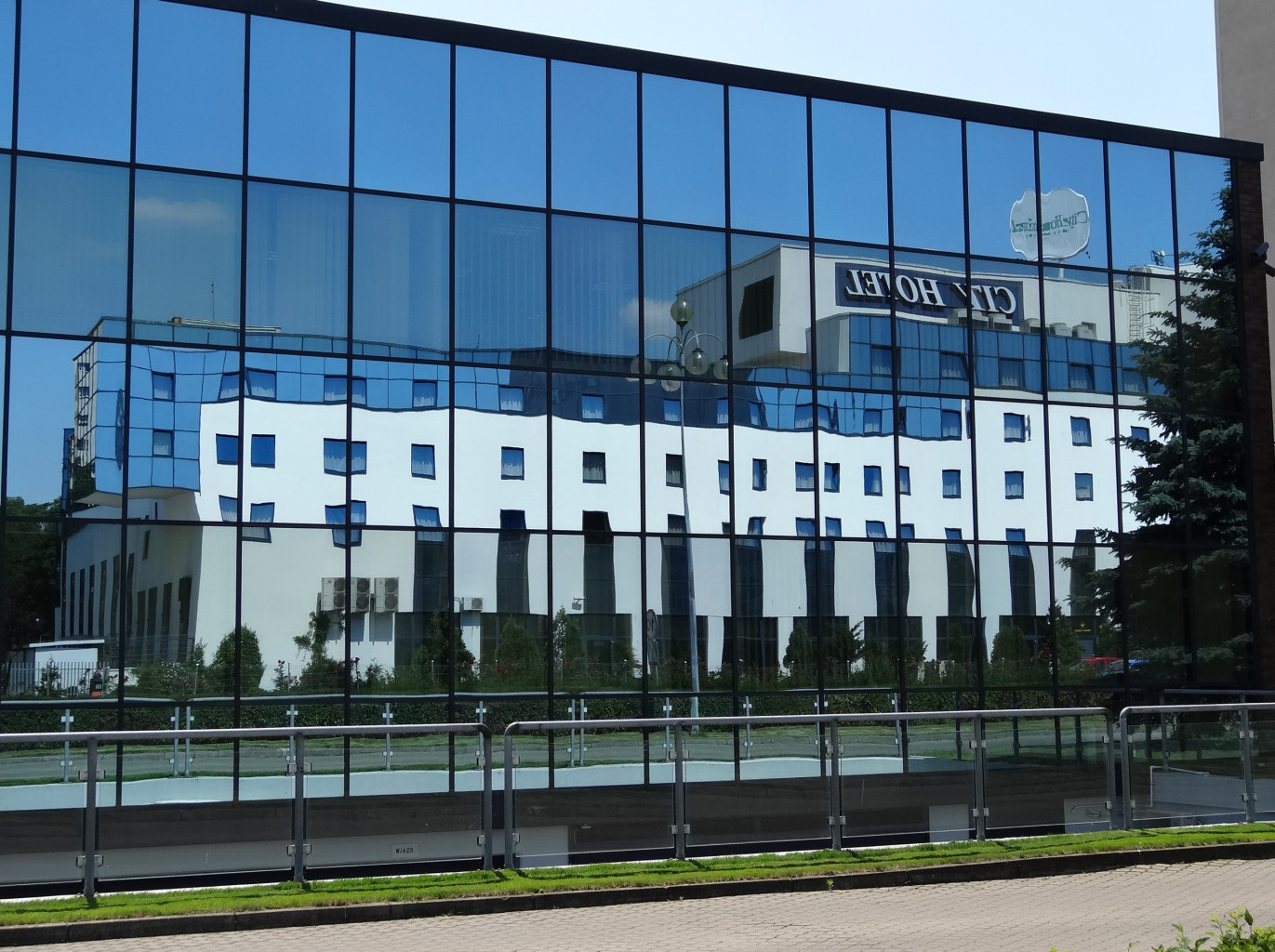
Odbicie
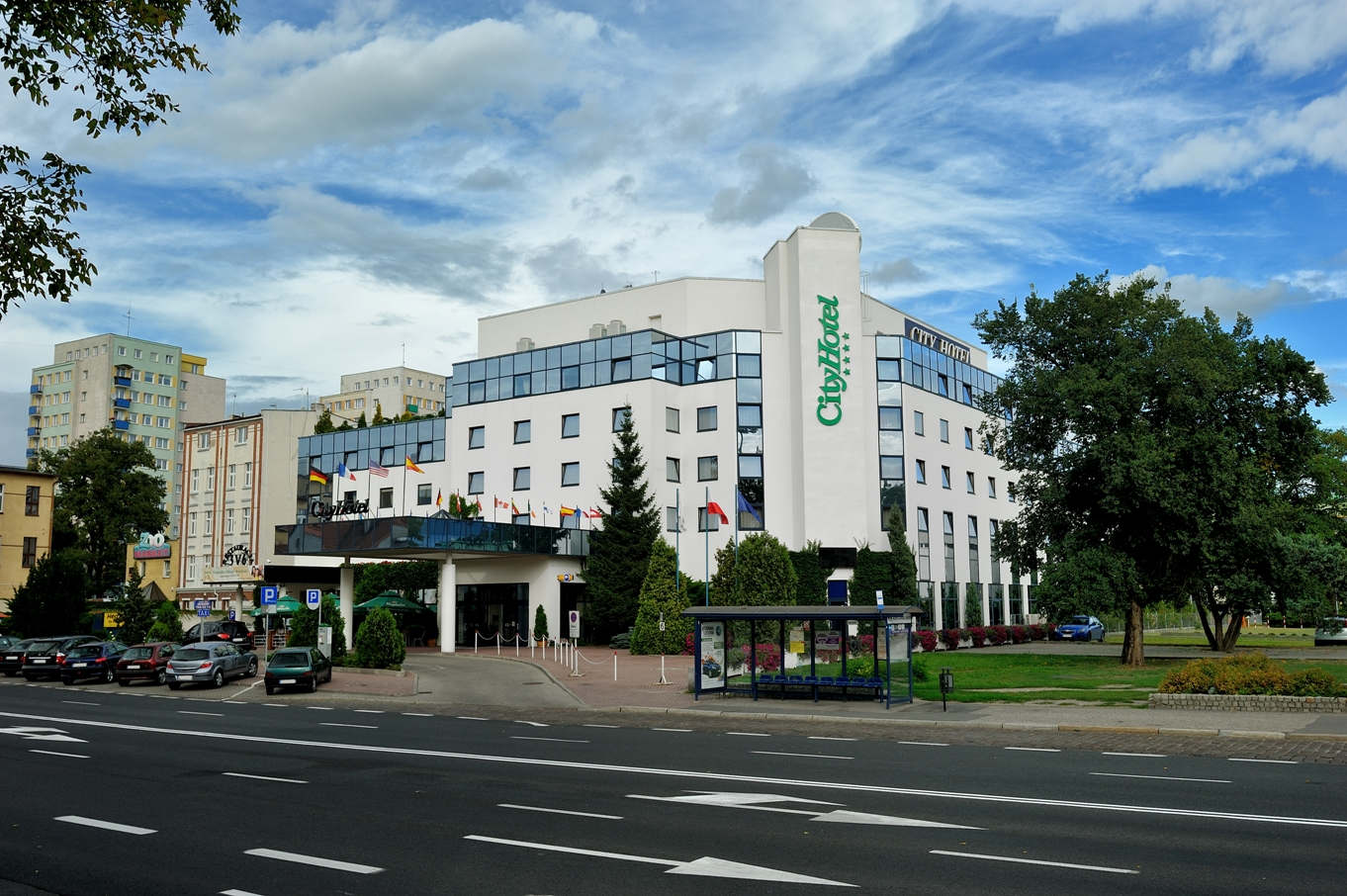
City Hotel, widok od ul 3 Maja